# Ptolemej II. Filadelf
Ptolemej II. Filadelf (grč. Πτολεμαῖος Φιλάδελφος) (Kos, 308. pr. Kr. – Aleksandrija, 246. pr. Kr.), egipatski kralj iz makedonske dinastije Ptolemejevića. Sin Ptolemeja I. i njegove treća supruge Berenike. Vladao je Egiptom 282. – 246. pr. Kr. Po dolasku na prijestolje uzeo je i egipatsko ime Meryamun Setepenre (Amonov miljenik). Podupirao je ekonomski napredak i učinio Aleksandriju središtem književnika i znanstvenika.

## Životopis
Od 285. pr. Kr. vladao je uz oca kao njegov suvladar, da bi poslije očeve smrti preuzeo svu vlast u ptolemejevićkom Egiptu. Pokazao se kao uspješan vladar koji je stabilizirao vlast u zemlji, proširio posjede oko Mediterana i dovršio očeve projekte, poput svjetionika Farosa i Aleksandrijske knjižnice.
Ptolemej II. bio je oženjen Arsinojom I., kćerkom Lizimaha, s kojom je imao dva sina, nasljednika Ptolemeja III. i Lizimaha, te kći Berenicu. Međutim, kraljica je prognana zbog navodne urote protiv svog supruga, nakon čega je Ptolemej II. uzeo svoju sestru, makedonsku princezu Arsinoju, za ženu.
U proljeće 276. pr. Kr. godine, Ptolemej II. je napao seleukidsku Siriju i otpočeo Prvi sirijski rat. Isprva je potisnuo snage kralja Antioha I. Sotera, no tijekom iste godine sirijska je vojska uspjela preoteti Damask od egipatskog generala Dija. Egipatska ratna mornarica uspjela je staviti pod nadzor obale Fenikije, Kilikije i Karije, a pod egipatskom vlašću nalazili su se i Cikladi, Kreta, Milet i Halikarnas.
Godine 274. pr. Kr., Ptolemejev polubrat Magas, upravitelj Cirenaike, podigao je pobunu, proglasio se samostalnim vladarom i napao Egipat. Magas je morao prekinuti invaziju zbog pobune libijskih nomada na svom području, a egipatska vojska nije uspjela iskoristiti tu šansu za protunapad zbog pobune galskih plaćenika.
Godine 272. pr. Kr. sirijski kralj Antioh I. bio je prisiljen zatražiti mir.
Sljedeći rat u kojem se angažirao Ptolemej II. bio je sukob protiv Makedonije. Godine 266. pr. Kr. Atena i Sparta zbacile su vlast makedonskog kralja Antigona II. Gonate (276. – 239. pr. Kr.), uzdajući se u pomoć ptolemejevskog Egipta. Rat je završio porazom Atene 261. pr. Kr.
Kada je 261. pr. Kr. Antioh I. poginuo u borbi protiv pergamskog kralja Eumenesa I., naslijedio ga je sin Antioh II. Theos, koji je odluči vratiti sirijske posjede izgubljene u Prvom sirijskom ratu. Zato je odlučio napasti Ptolemeja II., što je prouzročilo novi oružani sukob, poznat kao Drugi sirijski rat. Rat je završio 252. pr. Kr. sklapanjem mira između Ptolemeja II. i Antioha II. Prema mirovnom sporazumu, Antioh se obavezao odbaciti svoju ženu i uzeti za suprugu Ptolemejevu kći Berenicu.